# Pazifisch-Antarktischer Rücken
Koordinaten: 62° 0′ S, 157° 0′ W

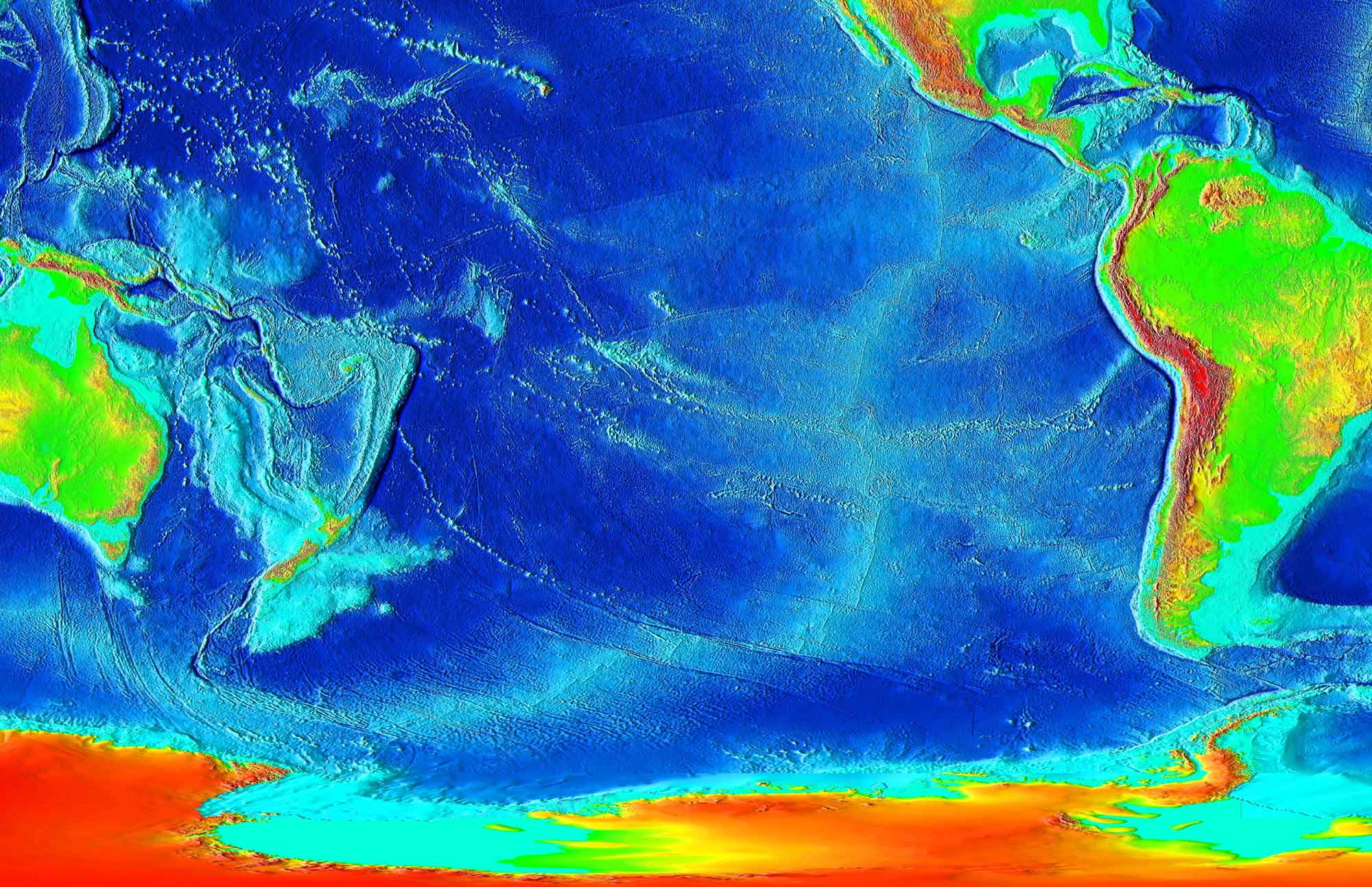
Der Pazifisch-Antarktische Rücken verläuft in der unteren Bildhälfte, darüber schließen sich der Ost-Pazifische Rücken und der Chilenische Rücken an

Der Pazifisch-Antarktische Rücken ist ein im südlichen Pazifik und im angrenzenden Südlichen Ozean verlaufender Mittelozeanischer Rücken. Die Pazifische Platte und die Antarktische Platte bewegen sich auseinander, teilweise mit einer Geschwindigkeit zwischen 5,4 und 7,6 cm pro Jahr, im östlichen Abschnitt, in der Nähe des Ostpazifischen Rückens, ist der Wert noch höher. Dadurch strömt Magma nach und das untermeerische Gebirge türmt sich auf.